# Paul Arndt
Paul Arndt (Dresda, 14 ottobre 1865 – Monaco di Baviera, 17 luglio 1937) è stato un archeologo tedesco.
Attivo a Monaco dal 1894, dopo la morte di Heinrich Brunn completò il  Denkmäler griechischer und römischer Sculptur (Monumenti della scultura greca e romana, 1891) e altri volumi scritti insieme a Walther Amelung (ritratti di greci e romani ed una serie fotografica di sculture antiche). Alla morte di Adolf Furtwängler continuò il repertorio delle gemme antiche. Redasse il catalogo della Ny Carlsberg Glyptotek di Copenaghen.